# Halowe Mistrzostwa Stanów Zjednoczonych w Wielobojach 2010
Halowe Mistrzostwa Stanów Zjednoczonych w wielobojach 2010 – halowe zawody lekkoatletyczne, które odbyły się 6 i 7 marca w Bloomington.

## Rezultaty

### Mężczyźni (Siedmiobój)
| 1. miejsce  | Rezultat    | 2. miejsce | Rezultat    | 3. miejsce     | Rezultat    |
| Jake Arnold | 5861 pkt SB | Tom Pappas | 5845 pkt SB | Skyler Reising | 5487 pkt PB |

### Kobiety (Pięciobój)
| 1. miejsce    | Rezultat    | 2. miejsce  | Rezultat    | 3. miejsce | Rezultat    |
| Diana Pickler | 4544 pkt PB | Bettie Wade | 4469 pkt PB | Sharon Day | 4467 pkt PB |